# (8104) Kumamori
(8104) Kumamori (1994 BW4) – planetoida z pasa głównego asteroid okrążająca Słońce w ciągu 5,27 lat w średniej odległości 3,03 au.  Odkryta 19 stycznia 1994 roku.